# Сотыпайяха
Сотыпайяха (устар. Сюты-Пой-Яха) — река в России, протекает по Ямало-Ненецкому АО. Устье реки находится 353 км от устья реки Надым. Длина реки составляет 93 км.

## Притоки
- 25 км: без названия (пр)
- 35 км: без названия (пр)
- 40 км: без названия (пр)
- 43 км: Етъяха (пр)
- 64 км: Ямбъяха (лв)
- 80 км: без названия (лв)

## Данные водного реестра
По данным государственного водного реестра России относится к Нижнеобскому бассейновому округу, водохозяйственный участок реки — Надым, речной подбассейн реки — подбассейн отсутствует. Речной бассейн реки — Надым.
Код объекта в государственном водном реестре — 15030000112115300047798.